# Aqua Tofana
L'Aqua Tofana (també coneguda com a Acqua Toffana, Aqua Tufania i Manna di San Nicola) va ser un verí fort a base d'arsènic creat a Sicília cap a l'any 1630 que va ser àmpliament utilitzat a Palerm, Nàpols, Perusa i Roma, Itàlia durant el Renaixement. El nom Aqua Tofana ha evolucionat per referir-se a una categoria de verins lents que són increïblement mortals, però en gran part indetectables, tal com ho era Aqua Tofana. Aquests verins lents poden haver estat utilitzats amb freqüència durant el segle XIX. El verí s'ha associat amb Giulia Tofana, o Tofania, una dona de Palerm, suposadament la líder d'un grup de sis enverinadores a Roma, que va vendre Aqua Tofana a dones italianes que volien matar els seus marits.

## Història
La primera menció registrada d'Aqua Tofana és de 1632–33 quan va ser utilitzada per dues dones, Francesca la Sarda i Teofania di Adamo, per enverinar les seves víctimes. Per això es creu que el nom Tofana podria provenir també de Teofania. Les dues dones foren executades pels seus crims, però diverses dones associades amb ella, incloent-hi Giulia Tofana (que podria haver estat la seva filla) i Gironima Spana es van traslladar a Roma i van continuar fabricant i distribuint el verí. Un cop a Roma, les dones pogueren haver adquirit l'ingredient principal, l'arsènic, del pare Girolamo de Sant'Agnese in Agone. El pare Girolamo va tenir accés a aquest verí a través del seu germà, que era apotecari.
Les dones que visqueren durant el Renaixement italià es van dirigir desesperadament a Giulia Tofana, sentint que l'assassinat era l'única sortida dels matrimonis desagradables. Eren considerades com a propietat del cap de la seva família, fos el seu pare o el seu marit i, per tant, el divorci no era una opció en aquell moment.
L'Aqua Tofana es va camuflar en ampolles amb l'etiqueta "Manna di San Nicola" ("Manna de Sant Nicolau de Bari⁣"), una estratègia de màrqueting destinat a desviar les autoritats, donant al verí una aparença de cosmètica i un objecte devocional en vials que incloïa una imatge de Sant Nicolau. Es deia que aquest oli s'extreia dels ossos de Sant Nicolau en una església situada a Bari, Itàlia. Se suposa que més de 600 víctimes van morir per aquest verí, la majoria marits.
Giulia Tofana va morir sense ser descoberta; tanmateix, les seves còmplices van ser finalment capturades i castigades pels seus crims. No queda clar com es van revelar els seus esquemes, però, hi ha un parell de teories. La primera teoria és que una clienta va confessar a un sacerdot que havia planejat matar el seu marit amb Aqua Tofana i, a canvi d'una confessió policial, se li va oferir immunitat. Altres teoritzen que la policia podria haver atrapat un missatger que distribuïa el verí i a través d'aquest individu va poder arribar a les altres dones en aquesta operació. L'any 1659, cinc de les dones implicades en el negoci Aqua Tofana van ser penjades públicament, mentre que quaranta de les seves clientes van ser empresonades de per vida.
Entre 1666 i 1676, la marquesa de Brinvilliers va enverinar el seu pare i dos germans, entre d'altres, i va ser executada el 16 de juliol de 1676.

## Ingredients
Es coneixen els ingredients actius de la mescla, però no com es van barrejar. L'Aqua Tofana contenia majoritàriament arsènic i plom, i possiblement belladona. La belladona és una flor que s'utilitzava habitualment en cosmètica de l'època per engrandir les pupil·les. Era un líquid incolor i insípid i, per tant, es barrejava fàcilment amb aigua o vi per servir durant els àpats. Les seves propietats insípides significaren que podria utilitzar-se amb un intent deliberat d'amagar el potent sabor metàl·lic de l'arsènic.

## Símptomes
L'enverinament per Aqua Tofana podia passar desapercebut, i era tan letal que tenia la capacitat de matar les seves víctimes amb només 4 gotes. Era d'acció lenta, amb símptomes semblants a una malaltia progressiva o altres causes naturals, similars als efectes de la intoxicació per arsènic. Els enverinats per Aqua Tofana van presentar diversos símptomes. La primera dosi petita produiria símptomes semblants al refredat, augmentant a símptomes semblants a la grip amb la segona gota. La víctima podia posar-se molt malalta a la tercera dosi, i els símptomes incloïen vòmits, deshidratació, diarrea i una sensació de cremor a la gola i l'estómac de la víctima. La quarta dosi mataria la víctima. Com que era d'actuació lenta, donava temps a les víctimes per preparar-se per a la seva mort, incloent-hi escriure un testament i penedir-se. L'antídot que es donava sovint era el vinagre i el suc de llimona.

## Llegenda sobre la mort de Mozart
La llegenda que Wolfgang Amadeus Mozart (1756–1791) va ser enverinat utilitzant Aqua Tofana és completament infundada, tot i que va ser el mateix Mozart qui va iniciar aquest rumor.

## Impactes socials moderns
Gairebé 400 anys després, Aqua Tofana torna a ser un símbol clau en el discurs feminista. Inspirades pel moviment feminista 4B de Corea del Sud, les dones dels Estats Units han encunyat l'eslògan MATGA (Make Aqua Tofana Great Again), fent referència tant a l'eslògan MAGA de Donald Trump com al verí de Giulia Tofana. Aquest moviment va començar amb la preocupació que la victòria presidencial de Trump posés en risc els drets reproductius. També fou una represàlia directa a la frase misògina "El teu cos, la meva elecció" que es va repetir després de la victòria de Trump. Les dones participants en aquesta tendència a les xarxes socials publicaren vídeos fent veure que elaboraven Aqua Tofana i l'afegien a les begudes dels homes. Una dona es va fer viral pel seu vídeo obrint una joia amb un compartiment, i somrient de forma maliciosa a la càmera, subtitulant el seu vídeo que les dones nord-americanes entendrien la seva referència a Aqua Tofana i que "ells", és a dir, Donald Trump i els seus partidaris, ho van requerir.